# Tokara-Pony
Das Tokara-Pony (jap. トカラ馬, Tokara-uma) ist eine japanische Pferderasse, die in dieser Form schon vor der europäischen Entdeckung Japans existierte. Es ist neben dem Hokkaido-, Kiso-, Noma-, Taishu-, Misaki-, Miyako- und Yonaguni-Pony eine von acht endemischen noch existierenden Pferderassen Japans.
Hintergrundinformationen zur Pferdebewertung und -zucht finden sich unter: Exterieur, Interieur und Pferdezucht.

## Exterieur
Das Stockmaß der Tokara-Ponys reicht von 108 bis 121 cm und liegt im Schnitt bei 114,5 cm. Sie wiegen etwa 200 kg. Die meisten Ponys der Rasse haben keine Abzeichen am Kopf und sind Braune, Füchse oder Rappen, mit langem und dichtem Langhaar. Der Kopf ist groß und sitzt auf einem kurzen niedrig gehaltenen Hals. Der Widerrist ist kräftig und fleischig, die Brust eher schmal. Insgesamt ist der Vorderkörper recht gut gebaut. Dagegen ist der Hinterkörper verhältnismäßig schwach ausgeprägt, hat eine abgeschlagene Kruppe und die Hinterbeine haben oft eine kuhessige Stellung. Die Hufe sind klein.

## Interieur
Die Ponys werden auf ihrer feuchten und warmen Heimatinsel auch bei heißem und stürmischem Wetter das ganze Jahr Tag und Nacht im Freien gehalten. Nur Tiere, die zur Arbeit verwendet werden, werden gelegentlich im Stall gehalten.

## Zuchtgeschichte
Heute leben Tokara-Ponys auf Takara-jima, die zu den Tokara-Inseln gehört und von der Gemeinde Toshima in der Präfektur Kagoshima verwaltet wird.
In prähistorischer Zeit wurden Ponys, die dem Tokara-Pony ähnlich sind, überall auf den japanischen Inseln gehalten. Von der nahegelegenen japanischen Insel Kikaigashima aus wurden die Vorfahren der Tokara-Ponys etwa 1500 nach Takarajima eingeführt und blieben dort bis heute fast unverändert erhalten. Dagegen wurde die Ursprungsrasse auf Kikaigashima seither veredelt und dadurch erheblich verändert.
Der Körperbau der Tokara-Ponys erinnert stark an einige urtümliche Ponys, die Szechuan-Ponys aus dem Südwesten Chinas, die aber genetisch nicht besonders eng mit ihnen zusammenhängen.
1953 gab es etwa 43 Tokara-Ponys. Danach nahm die Zahl der auf der Insel selbst lebenden Pferde der Rasse beständig ab. 1973 waren es wieder 44 Tiere. Um die Rasse zu erhalten, wurden einige Tiere zur Hauptinsel von Kyūshū gebracht. Heute wird die Rasse für die Erhaltungszucht in zwei Hauptpopulationen aufgeteilt, die Kaimon-Park-Herde (Privatzucht) und die Iriki-Farm-Herde der Kagoshima-Universität. 2001 gab es über Kagoshima verteilt 121 Tiere dieser Rasse.
Die Pferde der Iriki-Zuchtrichtung sind gewöhnlich etwas größer als auf der Insel Takarajima aufgewachsene Pferde.